# Take Ionescu

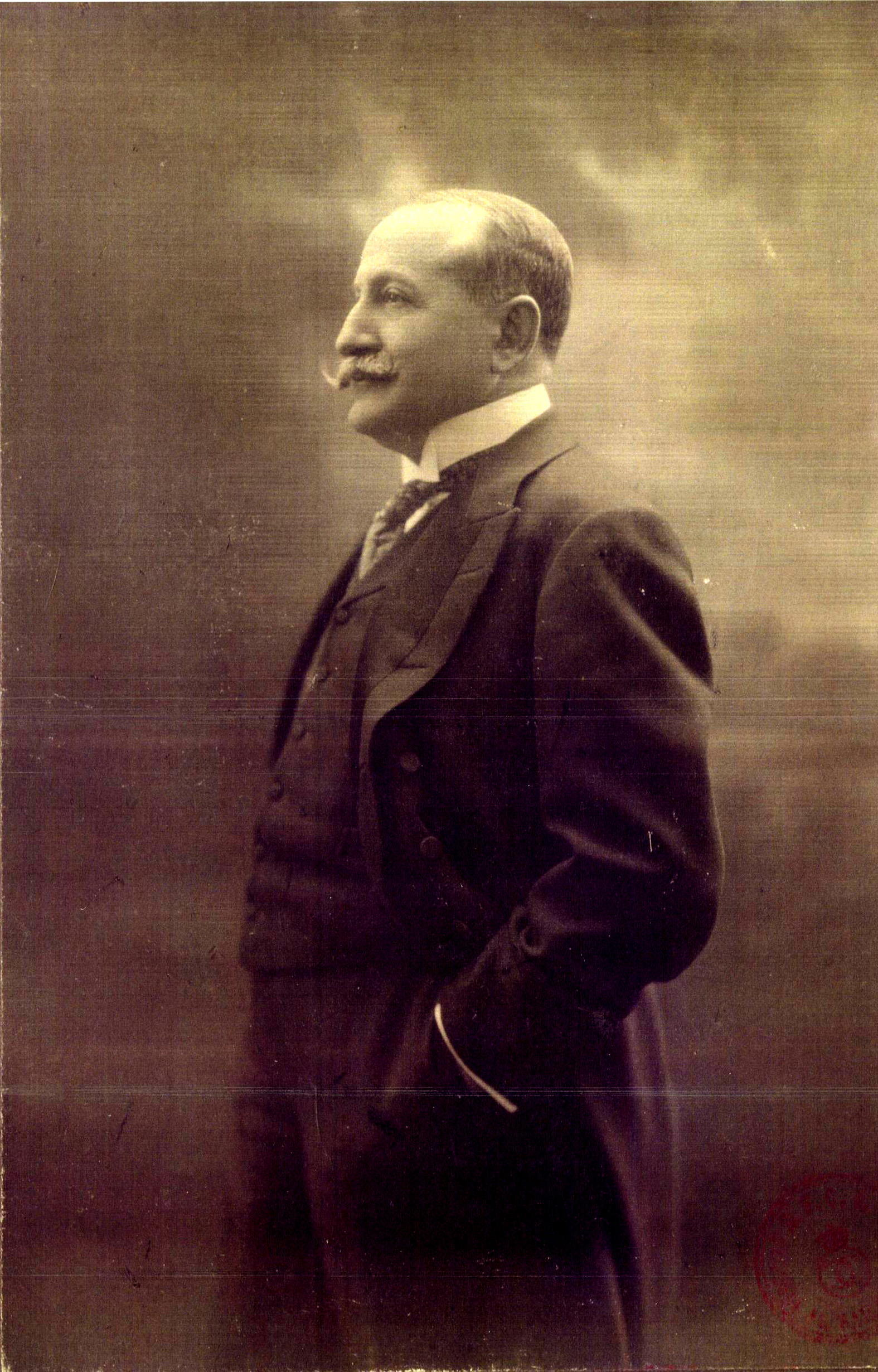
Dumitru Take Ionescu

Dumitru Take Ionescu (Ploiești, 13 oktober 1858 – Rome, 2 juni 1922) was een Roemeens politicus.

## Achtergrond, studie en carrière
Take Ionescu werd in 1858 te Ploiești als Dumitru Ionescu geboren. Later werd zijn naam gewijzigd in Take Ionescu. Hij was van simpele afkomst. Zijn grootvader van moederszijde was een Aroemeense immigrant uit Macedonië. Take Ionescu studeerde in Parijs en werd in 1883 voor de Conservatieve Partij (PC) in het Roemeense parlement gekozen.
Hij verzette zich tegen de toenadering van de Conservatieve Partij tot de Constitutionele Partij (Junimea Groep) en was fel tegenstander van de fusie van beide partijen (april 1907). Hij verliet in 1908 de Conservatieve Partij en stichtte met Grigore Filipescu de Conservatieve Democratische Partij (Partidul Conservator-Democrat).
De Conservatieve Democratische Partij (PCD) onderscheidde zich vooral aan de vooravond van Roemenië's deelname aan de Eerste Wereldoorlog, door haar pro-Entente houding en haar anti-Duitse opstelling. Ionescu was, evenals zijn partij, een groot voorstander van Roemenië's deelname aan de strijd aan de zijde van de Entente mogendheden. Na de oorlog was hij het hoofd van het Roemeense Nationale Comité tijdens de Vredesconferentie in Parijs.
Take Ionescu was van 1891 tot 1895 en van 11 april 1899 tot 7 juli 1901 minister van Religieuze Zaken en Openbaar Onderwijs. In 1901 was hij minister van Financiën, evenals van 22 december 1904 tot 11 maart 1907. Van 14 oktober 1910 tot 31 december 1913 was hij minister van Binnenlandse Zaken. In de liberaal/conservatieve coalitieregering van premier Ion I.C. Brătianu (11 december 1916 - 28 januari 1918), die tijdens de Eerste Wereldoorlog aan de macht was, was Take Ionescu minister zonder portefeuille en sinds 10 juli 1917 vicepremier.
Na de Eerste Wereldoorlog diende Ionescu als minister van Buitenlandse Zaken in het kabinet van generaal Alexandru Averescu (Volkspartij).

## Premier
Op 18 december 1921 werd Take Ionescu door koning Ferdinand I van Roemenië benoemd tot premier. Dit was redelijk opmerkelijk, daar Ionescu's PCD slechts vier zetels in het Roemeense parlement had. Hij diende echter maar een maand als premier, tot 19 januari 1922.
Take Ionescu overleed op 2 juni 1922 aan buiktyfus in Rome.
Take Ionescu was eerst getrouwd met een Engelse vrouw. Zijn tweede huwelijk was met een Poolse prinses.
- Biblioteca Nacional de España: XX1709565
- Bibliothèque nationale de France: cb160608980 (data)
- Gemeinsame Normdatei: 11871080X
- International Standard Name Identifier: 0000 0000 6135 7258
- Library of Congress Control Number: no99047881
- Nationale Bibliotheek van Tsjechië: jn20031128008
- Nationale Bibliotheek van Israël: 987007293128305171
- Nederlandse Thesaurus van Auteursnamen: 202585697
- Système universitaire de documentation: 109038983
- Trove: 1511495
- Virtual International Authority File: 22936381
- WorldCat: E39PBJB4gJxyGhgcMBdhHwhJXd